# یلدا حکیم
یلدا حکیم (زاده ۲۶ ژوئن ۱۹۸۳، افغانستان) برنامه‌ساز، خبرنگار و گویندهٔ اخبار استرالیایی است که در حال حاضر در شبکه اسکای نیوز انگلیسی فعالیت می‌کند.
وی به زبان‌های انگلیسی، فارسی، هندی، اردو و پشتو صحبت می‌کند.

## زندگینامه
یلدا حکیم در افغانستان در سال ۱۹۸۳ میلادی به دنیا آمد و در ۱۹۸۶ میلادی همراه با خانواده‌اش به استرالیا رفت. او نخستین گزارش ویدئویی خود را به نام «کابل یلدا» در سال ۲۰۰۸ میلادی در سفرش به شهر کابل برای برنامهٔ دیت‌لاین اس‌بی‌اس تهیه کرد.
او جایزهٔ سالانهٔ خبرنگارهای جوان استرالیایی را از آن خود کرد و نیز برندهٔ جایزهٔ صلح رسانه‌ها از سوی سازمان ملل شد.
او با حامد کرزی رئیس‌جمهور کشور گفت‌وگو کرده‌است و آقای کرزی را در سفرش به پاکستان برای گفت‌وگو با آصف علی زرداری و محمود احمدی‌نژاد در مورد صلح منطقه، همراهی کرد.
حکیم از جنگ داخلی لیبی بر ضد قذافی و بحران مهاجران در تونس نیز گزارش داده‌است.

## بی‌بی‌سی
یلدا حکیم در دسامبر ۲۰۱۲ میلادی به بی‌بی‌سی پیوست. او ابتدا در بی‌بی‌سی ورلد نیوز و پسانتر در مارس ۲۰۱۳ میلادی در شبکهٔ تلویزیونی بی‌بی‌سی نیوز ظاهر شد.
یلدا حکیم در اکتبر ۲۰۱۳ میلادی با رئیس‌جمهور حامد کرزی در افغانستان از جانب شبکهٔ تلویزیونی بی‌بی‌سی نیوز گفت‌وگو کرد.